# Чапаевский сельсовет (Башкортостан)
Чапа́евский сельсове́т — муниципальное образование в Кугарчинском районе Башкортостана.
Административный центр — село Подгорное.

## История
Согласно Закону о границах, статусе и административных центрах муниципальных образований в Республике Башкортостан имеет статус сельского поселения.

## Население
| 2002 | 2009 | 2010 | 2012 | 2013 | 2014 | 2015 |
| ---- | ---- | ---- | ---- | ---- | ---- | ---- |
| 638  | ↗645 | ↘566 | ↘551 | ↘530 | ↘514 | ↘512 |
| 2016 | 2017 | 2018 |      |      |      |      |
| ↗518 | ↘507 | ↘490 |      |      |      |      |

## Состав сельского поселения
| № | Населённый пункт | Тип населённого пункта       | Население |
| - | ---------------- | ---------------------------- | --------- |
| 1 | Подгорное        | село, административный центр | ↘507      |

## Известные уроженцы
- Жувасин, Павел Алексеевич (1908 — 4 октября 1944) — помощник командира взвода автоматчиков 307-го гвардейского стрелкового полка (110-я гвардейская стрелковая дивизия, 37-я армия, Степной фронт), гвардии старший сержант, Герой Советского Союза[13].
- Павлов, Фёдор Максимович (17 августа 1905 — 12 марта 1996) — управляющий районного объединения «Сельхозтехника», Депутат Верховного Совета Башкирской АССР II, III, IV, V созывов (1947—1963), Герой Социалистического Труда[14].